# Finno

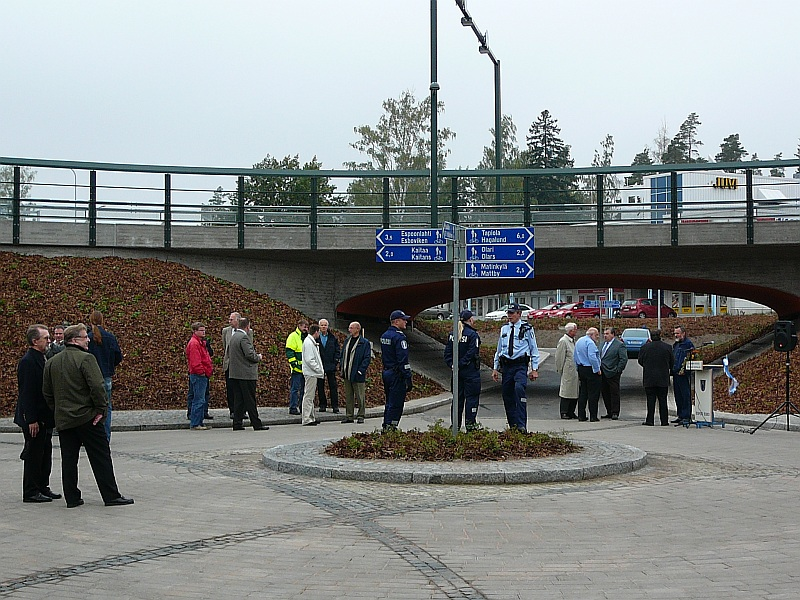
Finno rondell invigs den 19 september 2006

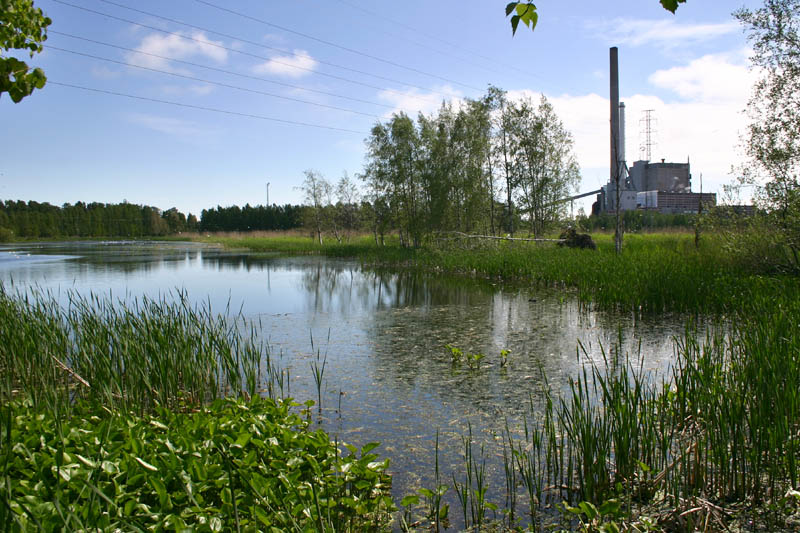
Finnoviken som använts som slambassäng 1963-1972

Finno [finnå] (finska: Finnoo, tidigare Suomenoja) är en del av stadsdelen Kaitans i Esbo stad. 
I Finno finns mycket småindustri och detaljhandel, med Martinsilta och Merituuli som de största köpcentren. Detaljhandeln i Finno säljer främst möbler, hemelektronik och bilar. Också byggvaruhus finns i Finno, bland annat K-rauta och Bauhaus. 
I Nedre Finno finns Finno reningsverk, samt Finnoviken, som dämdes upp på 1960-talet för att tjäna som slambassang. Numera används bassängen endast i nödfall då problem uppstår i reningsverket och viken är ett fågelskyddsområde. Bredvid reningsverket ligger ett kraftvärmeverk.